# L'Enfant sauvage (album)
Pour le film de François Truffaut, voir L'Enfant sauvage.
Albums de Gojira
The Flesh Alive
(2012) Magma
(2016)
L'Enfant sauvage est le cinquième album studio du groupe français de death metal technique Gojira. Cet album est sorti le 25 juin 2012 en France et le 26 juin aux États-Unis sous le label Roadrunner Records.

## Liste des titres
| No  | Titre                                        | Durée |
| --- | -------------------------------------------- | ----- |
| 1.  | Explosia                                     | 6:39  |
| 2.  | L’Enfant Sauvage                             | 4:17  |
| 3.  | The Axe                                      | 4:34  |
| 4.  | Liquid Fire                                  | 4:17  |
| 5.  | The Wild Healer                              | 1:48  |
| 6.  | Planned Obsolescence                         | 4:39  |
| 7.  | Mouth Of Kala                                | 5:51  |
| 8.  | The Gift Of Guilt                            | 5:56  |
| 9.  | Pain Is A Master                             | 5:07  |
| 10. | Born In Winter                               | 3:51  |
| 11. | The Fall                                     | 5:23  |
| 12. | This Emptiness (Deluxe Edition uniquement)   | 3:59  |
| 13. | My Last Creation (Deluxe Edition uniquement) | 4:08  |

## Classements
| Chart (2012)           | Peak position |
| ---------------------- | ------------- |
| Canada                 | 34            |
| France (SNEP)          | 7             |
| Norvège (VG-lista)     | 12            |
| Suède                  | 28            |
| États-Unis (Billboard) | 34            |
| Royaume-Uni            | 53            |